# Carrhotus catagraphus
Carrhotus catagraphus är en spindelart som beskrevs av Jastrzebski 1999. Carrhotus catagraphus ingår i släktet Carrhotus och familjen hoppspindlar. Inga underarter finns listade.